# Provinciale weg

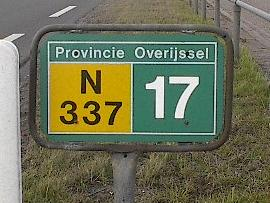
De provincie Overijssel is de beheerder van de N337 (Zwolle-Deventer)

Een provinciale weg is een Nederlandse weg die wordt aangelegd, onderhouden en beheerd in opdracht van een provincie. De regering verdeelde bij KB van 13 maart 1821, gewijzigd bij KB van 5 november 1822, de grote wegen in rijks- en provinciale wegen.
Veel provinciale wegen worden binnen de bebouwde kom beheerd door de gemeente. De provincie betaalt dan aan de betreffende gemeente een bijdrage voor het beheer.
Een provinciale weg kan zowel een stroomweg (autosnelweg en autoweg), een gebiedsontsluitingsweg als een erftoegangsweg zijn. Nederland kent 6713 kilometer aan provinciale wegen (2004). 

## Nummering

Kaart van Nederland, in groen de wegen in beheer van de provincies.

Provinciale wegen hebben over het algemeen de nummers 175 en hoger en kunnen zowel N- als A-wegen zijn. De nummers 1 t/m 174 zijn gereserveerd voor interprovinciale wegen. 175 t/m 399 zijn voor de provinciale wegen. 400+ is voor lokale provinciale wegen (deze zullen op termijn allemaal vervallen en aan de gemeentes worden overgedragen). 
Tot 1993 waren de provinciale wegen genummerd volgens een provinciaal wegenplan (kortweg PWP) dat door elke provincie afzonderlijk werd opgesteld. De belangrijke provinciale wegen kregen een S-nummer (secundaire wegen) en minder belangrijke wegen een T-nummer (tertiaire wegen). Het nummer was enkel administratief en betekende niet dat de weg ook door de provincie beheerd werd. Toekenning van een nummer betekende enkel dat de weg van bovenlokaal belang was, en dat de provincie middels de Wet financiering wegen zorgde voor de financiële middelen om de weg in goede staat te houden. De weg kon dus zowel een rijksweg zijn, maar eveneens opgenomen zijn in het provinciaal wegenplan.
Vanaf 1981 is begonnen met de invoering van driecijferige N-wegnummers ten behoeve van bewegwijzering. De eerste fase betrof de nummers 175 t/m 399, die als volgt over de provincies verdeeld werden:
- 175 t/m 250 Noord- en Zuid-Holland en Utrecht.
- 251 t/m 300 Zeeland, Noord-Brabant en Limburg.
- 301 t/m 350 Overijssel, Gelderland en Flevoland
- 351 t/m 399 Groningen, Friesland en Drenthe.

Deze wegen kunnen de provinciegrenzen overschrijden en hebben aan beide zijden van de provinciegrens hetzelfde nummer.
Vanaf 1993, tegelijk met de invoering van de Wet herverdeling wegenbeheer, werden ook de minder belangrijke provinciale wegen genummerd van 400 t/m 999, waarmee de oude secundaire en tertiaire nummers kwamen te vervallen. Voorheen kwamen deze nummers zelden voor op de bewegwijzering en waren dus puur administratief gebruik, de laatste jaren worden deze nummers steeds vaker wel op de bewegwijzering vermeld.
- 401 t/m 430 Utrecht
- 431 t/m 500 Zuid-Holland
- 501 t/m 550 Noord-Holland
- 551 t/m 600 Limburg
- 601 t/m 650 Noord-Brabant
- 651 t/m 700 Zeeland
- 701 t/m 730 Flevoland
- 731 t/m 780 Overijssel
- 781 t/m 850 Gelderland
- 851 t/m 900 Drenthe
- 901 t/m 950 Friesland
- 951 t/m 999 Groningen

## Provinciale autosnelwegen
Sommige Nederlandse provincies beheren ook autosnelwegen. Provinciale autosnelwegen hebben over het algemeen een functie voor het regionale verkeer. Veel provinciale snelwegen zijn ooit (onderdeel van een) rijksweg geweest.
Lijst van Nederlandse provinciale autosnelwegen
- A256: Goes-verbinding met de A58 (Knooppunt De Poel)
- A270: Eindhoven-Helmond
- A325: Arnhem-Nijmegen (oorspronkelijk RW52)
- A326: verbinding tussen de A50 en de A73 (Wijchen-Nijmegen)
- A348: Arnhem-Dieren (oorspronkelijk A48)